# Еш Ділені
Еш Ділені  (англ. Ash Delaney, 11 квітня 1986) — австралійський плавець, олімпієць.

## Виступи на Олімпіадах
| Олімпіада  | Дисципліна                      | Місце                 |
| ---------- | ------------------------------- | --------------------- |
| Пекін 2008 | плавання на 100 метрів на спині | 5                     |
| Пекін 2008 | плавання на 200 метрів на спині | 10                    |
| Пекін 2008 | комплексна естафета 4 × 100     | 2 (попередні запливи) |